# Енсовібеп
Енсовібеп (англ. Ensovibep), експериментальна назва MP0420 — експериментальний препарат, який розробляють для лікування COVID-19. За хімічною структурою він є химерним білком із групи анкіринів. Складається з 5-ти ковалентно пов'язаних доменів анкіринових білків. Три з них (R1, R2 і R3) зв'язуються з рецептор-зв'язуючим доменом білків шиповидних відростків оболонки вірусу SARS-CoV-2. Два інших (H1 і H2) зв'язуються з сироватковим альбуміном людини, тим самим подовжуючи системний період напіврозпаду препарату.
Дослідження препарату in vitro показали високу нейтралізуючу активність енсовібепу проти всіх відомих варіантів SARS-CoV-2, включаючи Дельта та Омікрон, які викликали занепокоєння. Клітини Escherichia coli рекомбінантним способом продукують Енсовібеп.

## Історія розробки
Згідно даних компанії «Novartis», яка розробляє препарат у співпраці зі швейцарською компанією «Molecular Partners», енсовібеп показав позитивні результати в подвійному сліпому рандомізованому клінічному дослідженні ІІ фази EMPATHY (частина A) за участю 407 хворих з COVID-19. Хворі отримували одноразову інфузію енсовібепу (75, 225 або 600 мг) або плацебо. За даними компанії, первинна кінцева точка, а саме значне зниження вірусного навантаження протягом 8 днів, була досягнута при застосуванні усіх 3 доз.
У лютому 2022 року «Novartis» звернулася до FDA з проханням отримати дозвіл на екстрене використання енсовібепу.